# João de Almeida (político de Minas Gerais)
João de Almeida foi um político e empresário brasileiro de Pedra Azul Minas Gerais .
Atuou como deputado estadual em Minas Gerais na 2ª Legislatura (1951 - 1955) substituindo alguns deputados do PSD, na 3ª Legislatura (1955 – 1959), na 4ª Legislatura (1959 – 1963). Pertencia a ala dos liberais conhecidos como Órions. 
Era compadre do governador mineiro Benedito Valadares e amigo pessoal do Presidente Getúlio Vargas, assumindo durante muito tempo as rédias da política local e de todo o Vale do Jequitinhonha. Por intermédio de sua família, os Almeida, criou-se a comarca de Pedra Azul em 1935 sendo instalada em 1938.
Em 1927, ao cavar trincheiras na Fazenda Laranjeira de sua propriedade, o encarregado Lourenço da Santa Rosa encontra um bamburro de águas marinhas. A lavra em seu apogeu, chegou a empregar cerca de 300 homens trabalhando diuturnamente, sendo que nos primeiros 5 anos de extração foram retirados cerca de 1000 kg, o que equivaleria atualmente a oitenta milhões de reais.
Sua extração de águas marinhas também beneficiou a oposição política como o empresário e político pedrazulense Clemente Faria intermediando a compra e venda das pedras preciosas dos funcionários do garimpo.
Foi João de Almeida quem construiu o Ginásio Pedra Azul - GPA que foi durante muitos anos referência educacional no ensino médio, ensinando alunos do Norte, Nordeste e Leste de Minas e Sul da Bahia. Nessa instituição estudaram o Ministro do Superior Tribunal de Justiça Sálvio de Figueiredo Teixeira, o Desembargador do Tribunal de Justiça de Minas Gerais José Flávio de Almeida e o patrono da Química Eletroanalítica no Brasil Doutor Eduardo Fausto de Almeida Neves, respectivamente seu filho e neto.
João de Almeida construiu a Igreja Matriz da cidade, o quarteirão de imóveis dos hotéis Primavera e Laranjeiras e deu o impulso inicial para a construção do Hospital Éster Faria de Almeida - HEFA. João de Almeida faleceu em 1970.